# 데이비드 올리버
데이비드 올리버(David Oliver, 1982년 4월 24일 ~ )는 미국의 육상 선수로 주종목은 110m 허들이다. 400m 허들 선수 브렌다 챔버스(Brenda Chambers)의 아들로 콜로라도주 덴버에 있는 이스트 하이 고등학교를 다녔다. 2000년 하워드 대학교로 스카웃된 후 4년간 NCAA 대회에 출전하며 2차례 NCAA 올-아메리칸 (출전종목 상위 8위이내 입상), 5차례 MEAC(Mid Easern Athletic Conference, NCAA의 디비전 중 하나) 챔피언에 올랐다. 2004년 하워드 대학을 졸업했으며 4년 후 2008년 하계 올림픽 110m 허들 경기에서 다이론 로블레스, 데이비드 페인에 이어 13초 18의 기록으로 동메달을 따냈다. 여세를 몰아 그 해 9월 14일에 열린 2008년 세계 육상 파이널에서 13초 22의 기록으로 1위를 차지했다.

## 성적

### 주요 대회 성적
| 날짜            | 종목      | 대회                    | 장소         | 순위 | 기록    | 기타 |
| --------------- | --------- | ----------------------- | ------------ | ---- | ------- | ---- |
| 2006년 9월 9일  | 110m 허들 | 2006년 세계 육상 파이널 | 슈투트가르트 | 5위  | 13초 24 |      |
| 2008년 8월 21일 | 110m 허들 | 2008년 하계 올림픽      | 베이징       | 3위  | 13초 18 |      |
| 2008년 9월 14일 | 110m 허들 | 2008년 세계 육상 파이널 | 슈투트가르트 | 1위  | 13초 22 |      |

### 실외 개인 최고 기록
| 종목      | 날짜       | 장소 | 기록    |
| --------- | ---------- | ---- | ------- |
| 110m 허들 | 2008/05/09 | 도하 | 12초 95 |

### 실내 개인 최고 기록
| 종목     | 날짜       | 장소         | 기록   |
| -------- | ---------- | ------------ | ------ |
| 55m 허들 | 2007/01/13 | 게인스빌     | 7초 04 |
| 60m 허들 | 2009/02/07 | 슈투트가르트 | 7초 45 |

## 같이 보기
- IAAF 프로필